# Joachim Gerner
 Joachim Gerner (* 30. April 1981 in Braunau am Inn) ist ein österreichischer Koch.

## Werdegang
Nach der Ausbildung in Ebner's Waldhof in Fuschl am See wechselte Gerner 1999 zum Hotel Ronacher in Bad Kleinkirchheim und 2000 zum Restaurant Äbtestube im Grand Resort Bad Ragaz in Bad Ragaz (Schweiz). 2003 ging er nach Berlin zum Restaurant Quadriga, Hotel Brandenburger Hof, wo er Souschef wurde. 2006 wechselte er als Sous-Chef zum Restaurant Facil im The Mandala-Hotel in Berlin, das seit 2014 zwei Michelin-Sterne hat. 
Seit 2015 ist er Küchenchef im Facil, das seitdem weiterhin mit zwei Michelin-Sternen ausgezeichnet wird.

## Auszeichnungen
- Seit 2015: Zwei Michelin-Sterne im Michelin 2016[2]